# Osbornellus grandis
Osbornellus grandis är en insektsart som beskrevs av Delong 1942. Osbornellus grandis ingår i släktet Osbornellus och familjen dvärgstritar. Inga underarter finns listade i Catalogue of Life.